# Michele Tenore
Michele Tenore (5 de mayo de 1780, Nápoles—19 de julio de 1861, íbid.), fue un botánico italiano.
Estudió medicina en la Universidad de Nápoles donde se graduó en el 1800. Apasionado de la botánica, hizo colaboraciones con Domenico Cirillo (1739-1799) y Vincenzo Petagna (1734-1810). En el 1811 sucedió a Petagna en la Cátedra de Botánica de Nápoles.
Contribuyó a la fundación del Jardín Botánico de Nápoles del que fue director en el 1850.
Fue presidente de la Accademia nazionale delle scienze.

## Obra
- TENORE M., 1811-38 - Flora Napolitana. Napoli. 1-5. Stamperia Reale, Napoli. Tipografia del Giornale Enciclopedico, Napoles. Stamperia Francese, Napoles
- TENORE M., 1832 - Memoria sulle peregrinazioni botaniche effettuate nella provincia di Napoli nella primavera del 1825 dal Cavaliere Michele Tenore colle indicazioni di alcune piante da aggiungersi alla Flora Napolitana e la descrizione di una specie di Ononis. Atti R. Accad. Scienze Cl. Fis. e St. Nat., 3: 49-88
- TENORE M., 1843 - Rapporto intorno alle peregrinazioni de' soci ordinari M. Tenore e G. Gussone eseguite in Luglio 1834. Atti R. Accad. Scienze 5(1): 283-290. Napoles 1843 (en colab. con G. Gussone)
- TENORE M., 1843 - Osservazioni botaniche raccolte in un viaggio eseguito per diversi luoghi della provincia di Terra di Lavoro e di Abruzzo nell'està del 1834 dai soci Tenore e Gussone. Ibid.: 291-334, 1 tab. Napoles 1843 (en colab. con G. Gussone)
- TENORE M., 1846 - Osservazioni intorno all'Erbario Centrale di Firenze (23 set 1845). p. 852. Napoles 1846
- TENORE M., 1856 - Una gita all'Isola d'Ischia. Lettera al Sig. N. N. Giornale "L'Iride" 1, n. 20 (estr. pp. 6) Napoles, Tip. Gazzette de' Tribunali ( 14×21.5)

## Honores

### Eponimia
Género
- (Apiaceae) Tenorea K.Koch[1]

Especies
- (Apiaceae) Astrantia tenorei M.G.Mariotti[2]
- (Asteraceae) Centaurea tenorei Guss. ex Lacaita[3]
- (Scrophulariaceae) Pedicularis tenoreana Huter, Porta & Rigo ex Steininger[4]

Minerales
- Tenorita

- La abreviatura «Ten.» se emplea para indicar a Michele Tenore como autoridad en la descripción y clasificación científica de los vegetales.[5]